# والتر کاسپر
والتر کاسپر (انگلیسی: Walter Kasper؛ زاده ۵ مارس ۱۹۳۳) یک کاردینال اهل آلمان است.